# Bianchi (wielerploeg)
Bianchi was een Italiaanse wielerploeg die opgericht werd in 1899. Daarmee was het een van de oudste wielerploegen ter wereld. De ploeg bestond van 1899 tot 1900, van 1905 tot 1966, van 1973 tot 1989 (onder leiding van Giancarlo Ferretti), in 1993 en een laatste keer in 2003. Telkens was het Italiaanse fietsenmerk Bianchi hoofdsponsor of cosponsor.
Op 23 mei 2003 werd Team Bianchi 'heropgericht' nadat Team Coast op 8 mei 2003 door de UCI geschorst werd na herhaalde aanmaningen en tijdelijke schorsingen om hun financiële verplichtingen na te komen. Fietsconstructeur Bianchi nam de verantwoordelijkheid voor de ploeg over onder een Duitse licentie met Jacques Hanegraaf als manager en Rudy Pevenage als ploegleider. Daardoor konden onder anderen Jan Ullrich en Tobias Steinhauser alsnog deelnemen aan de Ronde van Frankrijk.
Na het wielerseizoen van 2003 keerde Bianchi in 2004 terug als cosponsor van de ploeg Alessio-Bianchi. Ook in 2005 was Bianchi weer cosponsor, ditmaal van de ploeg Liquigas. Deze sponsoring is na hetzelfde seizoen alweer gestopt. Wel werd het in 2005 sponsor van het Noorse Team Maxbo Bianchi, een continentale ploeg.